# Dayananda Sarasvati
Dayananda Sarasvati (Tankara, 1825 – Ajmer, 1883) è stato uno scrittore e filosofo indiano il cui vero nome fu Mool Shankar Tiwari.

## Biografia
Lasciò la propria famiglia nel 1846 per subire l'influenza di varie correnti religiose, sino ad entrare nell'ordine dei sannyasin. Durante il suo soggiorno a Mathura, Sarasvati si dedicò allo studio del Veda. Si distinse per la sua attività predicatoria, nella quale cercava di scardinare le modificazioni che minavano l'autenticità del messaggio dei testi sacri. Nel 1875 Swami Dayanda Saraswati fondò a Mumbai il movimento di riforma induista Arya Samaj e scrisse alcune opere, tra le quali Satyarth Prakash, che è considerato un libro importante nella storia della filosofia indiana.
Nello stesso anno, Madame Blavatsky e Henry Olcott fondarono a New York la Società Teosofica.